# Ефекти масової комунікації
Ефе́кти ма́сової комуніка́ції — будь-який результат медійного впливу, що характеризується приверненням уваги реципієнта, зміною установок та поведінкових патернів.
Медіа-вплив або Ефект медіа — терміни, що використовуються в медіазнавстві, психології, теорії спілкування і соціології для позначення ймовірних шляхів впливу медіа на його аудиторію: її думки (уявлення) і поведінку.
Засоби масової інформації відіграють важливу роль у формуванні та висвітленні громадської думки, поєднуючи світ з особистістю та відтворюючи самооцінку суспільства. Критики на початку та в середині XX століття висунули думку про те, що ЗМІ послабили чи обмежили потенціал індивіда діяти автономно — що іноді описують як вплив телеекрана з похмурого роману 1984. Емпіричні дослідження в середині 20-го століття, однак, запропонували більш помірні ефекти впливу медіа.
Поточні дослідження відкривають складніші взаємодії між медіа та суспільством, між медіа при одержанні інформації з мережі зв'язку і його впливу та індивідуальними інтерпретаціями і оцінками отриманої інформації, а також отримання інформації поза межами медіа-контексту. Наслідки використання масс-медіа полягають не лише у їх сприйнятті як способу обміну новинами про важливі події (що повідомляються широкому колу осіб), але й у різноманітті культурного впливу, який прямує через медіа.
Медіа чинять сильний соціальний і культурний вплив на суспільство. Це визначається їхньою здатністю досягати широкої аудиторії з сильним і впливовим повідомлення. Маршалл Маклюен вживає фразу «медіум і є саме повідомлення» (англ. «the medium is the message») як пояснення того, як факт поширення повідомлення часто може бути важливішим, ніж зміст самого повідомлення. Саме через переконливість медіа, таких як телебачення, радіо і друкованих медіа, повідомлення досягають своєї цільової аудиторії. Вони були впливовими медіа, оскільки були багато в чому відповідальні за структурування (синхронізацію) повсякденного життя і рутини людей 
Явище ефектів необхідно відрізняти від ефективності масової комунікації, яка концептуалізується через отримання планових чи непланових результатів внаслідок комунікації, враховується ідентичність наслідків поставленій меті повідомлення. Наявність ефекту комунікації не завжди свідчить про її ефективність. 

### Види ефектів масової комунікації:[4]
Ефект групування
 Мас-медіа виступає у ролі групувальника та посередника між владою і громадськістю. Мета такого ефекту – об’єднати суспільство у період загрози, медіа працюють винятково на благо.

Ефект довіри
 Намагання медіа викликати довіру реципієнтів до певного джерела та змісту інформації.

Ефект ореолу
 Його можна концептуалізувати як тип зв’язків із громадськістю, де медіа виступають інструментом PR-кампанії окремих індивідів. Ціллю є формування іміджу особи серед громадськості та отримання позитивної реакції на діяльність особи.

Ефект самодостатності у прийняті рішень
 Реципієнтові важливо самостійно приймати рішення, не обґрунтовуючи його впливом ЗМК, тому незалежні та неупереджені медіа мають більшу прихильність цільової аудиторії, оскільки їх реципієнти вважають, що самостійно аналізують подану інформацію та роблять відповідні висновки.

Ефект праймінгу
 Він зумовлений аналізом отримуваної інформації через певні асоціації, які виникли у реципієнта раніше, тому реакція на повідомлення може не відповідати дійсним умовам, а асоціюватися із тими реаліями, у яких реципієнт пережив відповідні емоції.

Ефект десенсибілізації
 Легітимація певних норм поведінки, яка до впливу ЗМІ була неприйнятною для певного індивіда.

Ефект культивації
 Перенесення екранних цінностей, норм та правил у реальне життя, що у дійсності може не відповідати загальноприйнятим у суспільстві патернам.

Ефект бумеранга
 Через надмірність надходження певної інформації реципієнти не сприймають її серйозно, тому реакція на повідомлення стає протилежною до очікуваної.

Заколисуючий ефект
 Пасивне сприйняття інформації є наслідком емоційного задоволення умовами надходження повідомлення.

Ефект переконання
 Зміна установок та поведінки реципієнтів зумовлюється зверненням уваги на повідомлення, розумінням його змісту та згодою із контентом.

Ефект третьої особи
Люди схильні переоцінювати вплив масової комунікації на атитюди й поведінку інших і недооцінювати її вплив на себе. Ця різниця в оцінці також може спонукати їх до певних дій.

## Види ефектів впливу в кінематографі
```
  ХХ сторіччя – епоха масових засобів комунікації. Вони проникають у повсякденне, побутове життя навіть на дрібному рівні, як-то здійснення покупки, попередньо надіславши подрузі фото та отримавши схвальний відгук. Мас-медіа докорінно впливають на наше життя – наш вибір та наші вподобання. Соціологи вивчають різні види таких впливів масової комунікації на людей. Існує багато ефектів, яких досягають відповідно за допомогою різних видів масової комунікації. 
  Пропоную проглянути такі види ефектів на прикладі серіалу «Чорне дзеркало», де моменти впливу зображено вельми гіперболізовано – ефекти наче мутували у «природну» реакцію і вкорінились у житті суспільства недалекого майбутнього.   
```

Ефект групування

```
  * 
1 серія 1 сезону

  У серіалі спостерігаємо як усіх мешканців міста об’єднала навколо екранів телевізорів спільна цікавість до «великої» події. У центрі – голова, якого шантажем (викрали і погрожують убити доньку) змусили до привселюдного статевого акту зі свинею. Кожен стає добровільним глядачем цього фільмованого дійства і ніхто не помічає коли принцесу відпускають, а це стається до ефіру. Вона йде тихими, порожніми вулицями, але ніхто цього не бачить, бо у фокусі – свиня. 
  За спрямуванням – груповий ефект;
  За тривалістю – короткочасний, один день;
  За спрямованістю – незапланований. 
```

Ефект довіри 

```
  * 
1 серія 2 сезону

  Дівчина втрачає чоловіка, але наштовхується на медіа-програму, яка може відновити особистість померлого задля віртуального спілкування. Програма запитує доступ до усіх даних, обіцяючи полегшити втрату і дівчина довіряє усі свої дані в електронній мережі. Суть цієї програми полягає у використанні нейронної сітки, використовується багатьма людьми, за рахунок цього швидко навчається (манерам, поведінці, реакції тощо). Це свідчить про те, що користувалася цим додатком не тільки вона, а ще величезна кількість людей. 
  За спрямуванням – індивідуальний, але згодом – груповий ефект;
  За тривалістю – довготривалий;
  За спрямованістю – запланований.     
```

Ефект ореолу 

```
  * 
3 серія 2 сезону

  У цій серії ефекту ореолу намагалися досягти одразу двоє персонажів, один з яких – Волдо, мультиплікаційний ведмідь, який не боїться казати правду, або виглядати смішним. За картинкою стоїть чоловік, який, здається ні за що не бореться, але лишається чесним із собою та намагається вивести опонента на чисту воду. Зображення Волдо з’являється всюди – він веселить і розважає натовп, отримуючи таким чином позитивну реакцію на свою адресу.
  За спрямуванням – груповий ефект;
  За тривалістю – середньої тривалості;
  За спрямованістю – запланований. 
```

Ефект десенсибілізації 

```
  * 
2 серія 2 сезону

  У цьому епізоді ціле містечко бере участь і змові проти однієї особи, яка скоїла злочин. Усі жителі об’єднуються проти дівчини, чинячи самосуд на манер її власного вчинку (вона знімала на телефон вбивство власної доньки чоловіком). Група людей переслідують їй і загрожують вбивством, а решта – спостерігачі, які не беруть участі і дійстві, а лише фільмують усе, що відбувається на камери телефонів. Чільники цієї операції намовили мешканців проти дівчини, і «дали дозвіл» на будь-які знущання над тепер уже жертвою. Отже, тут спостерігаємо легітимізоване насильство,  яке до цього (тобто вчинок дівчини засуджується!) є неприйнятним, тепер заохочується.
  За спрямуванням – груповий ефект;
  За тривалістю – довготривалий;
  За спрямованістю – запланований. 
  * 
6 серія 3 сезону

  Так само в осnанніq серії, злочинець «дає дозвіл» вільним користувачам мережі обирати жертву до страти, вводячи хештег #DeathTo, тобто «смерть комусь». Люди під впливом такої свободи і масової реакції абсолютно спокійно висловлюють своє бажання смерті іншої людини, тобто частково беруть на себе відповідальність за її кару.
```

Ефект культивації 

```
  * 
2 серія 1 сезону

  У цьому епізоді якраз і відбувається тотальне перенесення екранних цінностей у реальне життя, цінностями власне і стають екрани. Люди живуть в максимально обмежених умовах, обмежених медіа-екранами. Вони не можуть уникнути впливу реклами чи розважального контенту, адже це те, чим вони змушені жити: вони працюють, щоб мати змогу купити медіа-продукт. Вирватись з цього замкненого кола неможливо, можна лише самому потрапити  на екран – далі шляху нема. 
  За спрямуванням – груповий ефект;
  За тривалістю – довготривалий;
  За спрямованістю – (не)запланований. 
```

Ефект бумерангу 

```
  * 
3 серія 1 сезону

  Герої цього епізоду живуть дещо інакше, ніж ми – зараз. За вухом у них вживлене «зерно», свого роду чип, який дозволяє досконало пам’ятати увесь пережитий досвід. Цей чип «записує» побачене людиною, яке вона може за необхідності відтворити/переглянути/ретранслювати комусь/видалити тощо. Головний герой за допомогою такого нововведення викриває дружину, яка зраджувала йому зі знайомим. Життя летить шкереберть і це перманентне «жування» власного потому інформації стає нестерпним – герой позбавляється чипу, вирізавши його ножем.
  За спрямуванням – груповий ефект;
  За тривалістю – довготривалий;
  За спрямованістю – незапланований. 
```

Заколисуючий ефект 

```
  * 
2 серія 3 сезону

  Герою пропонують взяти участь в тестовій ігровій програмі, де він зможе все контролювати, без будь-якої загрози для життя, за це, обіцяючи елітне працевлаштування у фірмі. Його приймають із теплою усмішкою на обличчі, звертаючись максимально привітно, створюючи тим самим враження абсолютної безпеки. Насправді ж, проект більш ніж небезпечний – ще ніхто з піддослідних не вижив, і керівники експерименту знаючи це, продовжували заманювати добровольців.
  За спрямуванням – індивідуальний ефект;
  За тривалістю – середньої тривалості;
  За спрямованістю – запланований.
```

### Типологія ефектів масової комунікації за Б.Грушиним:[1]
За предметною сферою впливу:
- когнітивні (пов’язані із знанням, аналітичними здібностями);
- емоційні (вплив на емотивну складову, зміна емоційного стану індивіда);
- ціннісні (визначаються ціннісними орієнтаціями реципієнта, стилем життя);
- організаційні (корелюють із поведінковим компонентом, людською активністю);
- тонізуючі (зв'язок із психографічним портретом індивіда);

За основними сферами прояву ефектів:
- розумові (аналіз інформації, що надходить від комунікатора);
- поведінкові (зміна поведінкових патернів);

За мірою впливу ефекту (відповідність очікуванням комунікатора):
- функціональні (реакція реципієнта відповідає меті повідомлення);
- дисфункціональні (неочікувана реакція реципієнта на повідомлення);

За ступенем усвідомлення ефектів реципієнтом:
- усвідомлювані;
- неусвідомлювані;

За часом виникнення та прояву ефектів масової комунікації:
- прямі (виникають одразу після отримання інформаційного впливу);
- віддалені (стають явними після певного періоду, таким чином дія може не визначатися як наслідок впливу медіа);

За ступенем відповідності ціннісно-нормативним орієнтаціям у суспільстві:
- сприятливі (відображають прийняті у суспільстві цінності, норми та правила);
- небезпечні (суперечать ціннісним переконанням індивідів);
- нейтральні (не мають значного впливу на ціннісно-нормативні характеристики);

За здатністю бути підконтрольними комунікатору:
- контрольовані (зміни під впливом ефектів контролюються комунікатором);
- неконтрольовані (наслідки від ефектів є неконтрольованими);

За ступенем реалізації:
- часткові (очікувані комунікатором ефекти реалізовані частково);
- повні (реципієнт повністю зазнав впливу ефектів);

За інтенсивністю виникнення:
- одиничні (виникають лише один раз);
- повторювані (повторюються у часі);

 За тривалістю:
- короткотривалі (період існування ефектів обмежений часовими рамками);
- довготривалі (вплив ефектів продовжується деякий час).

За спрямованістю (У. Вайсс):
- кількісні (впливає весб канал або лише окреме повідомлення, кількість часу, що приділяється певному каналу)
- якісні (зміни в сфері знань,  розуміння, емоцій, інтересів, поглядів, ціннісних орієнтацій).

### Моделі ефектів
Модель — спосіб вивчення ефектів, сукупність компонентів і принципів взаємодії між ними.

#### Моделі ефектів масової комунікації заМак-Квейлом
Стимул-реакція. Дана модель описує індивідуальний відгук та відповідну реакцію реципієнта на повідомлення.
Мак-Гір (1973) зобразив ширшу модель ефектів, виокремивши 6 етапів трансформації повідомлення у сприйнятті інформації реципієнтом: представлення, увага, розуміння, вплив, запам'ятовування, відкрита поведінка. Модель передбачає відповідь реципієнта на подразник, зініційований комунікатором. Повідомлення виступає у ролі стимулу, на який відбувається реакція у вербальній чи невербальній формі. Ініціатором комунікації задається певна установка, яка трансформується у стимул на мотивує до дії.
Обмеження моделі:
- неврахування індивідуальних відмінностей, реакції варіюються згідно з характером, цінностями, інтересами індивіда
- відгук на стимул залежить від соціально-демографічного портрету категорії, до якої належить індивід. До того ж усередині категорії індивіди вибиратимуть один комунікативний канал та демонструватимуть схожу поведінку на стимул.

Опосередкування. Вплив ефектів масової комунікації опосередковується певними чинниками, серед яких виділено такі: джерело, зміст, канал зв'язку, реципієнт та місце призначення. Ймовірно, що ефективнішими будуть повідомлення, створені владними та достовірними джерелами, яким довіряє реципієнт. Ефективність у сприйнятті змісту повідомлення корелює із конкретикою та повторюваністю. Важливу роль відіграє особиста мотивація реципієнта, його зацікавленість у певній тематиці. За Реєм «ієрархія впливів» є процесом перетворення повідомлення від когнітивного розуміння до емоційної реакції та поведінки або дії. Однак, якщо реципієнт не повністю зацікавлений повідомленням, то може втрачатися емоційне переживання, яке виникне після дії аби зменшити когнітивний дисонанс.
Обмеження моделі:
- неможливість врахування всіх опосередковуючих впливів у тотальності.

Оцінка комунікатора реципієнтом. Довіра до джерела є одним із ключових факторів впливу повідомлення на одержувача. Відносини комунікатора та реципієнта за Френчем (1953) полягають у владності позиції, де відправнику повідомлення належить соціальна влада, а одержувач зазнає впливу. Виділяють декілька інструментів влади: винагорода (отримання задоволення реципієнтом від змісту повідомлення); примус (негативна реакція на отриману інформацію); влада референта (ототожнення реципієнтом себе із комунікатором внаслідок визнання його привабливості та престижу, що частково досягається завдяки ефекту персоніфікації комунікатора (персоніфікація комунікатора; законна влада (вплив є очікуваним, адже повідомлення надходить від владних інституцій); влада фахівця (реципієнт визнає, що комунікатор є більш обізнаним у справі, якої стосується повідомлення).
Келман виділив три процеси впливу:
- Поступливість характеризує прийняття впливу реципієнтом з метою уникнення покарання чи отримання винагороди. Медіа використовує соціальну домовленість, що пояснюється готовністю повірити та сприйняти як реальність те, що продукується комунікатором.[12]
- Ідентифікація описує вплив, за якого одержувач прагне бути схожим на відправника повідомлення та відтворює його поведінку. Рівень бажання схожості на персонажа корелює з емоційним станом реципієнта.[12] Ризик антисоціальних наслідків переймання установок та характерних рис комунікатора полягає у контексті, до якого належить комунікатор, є небезпека ідентифікації із учасниками насилля, жорстокості.
- Інтерналізація пояснює вплив як особисту ініціативу реципієнта, що підкріплюється власними мотивами, потребами.

Обмеження моделі:
- ігнорування орієнтації на зміст

### Колективні реакції на вплив медіа

#### Види впливу інформаційного повідомлення на групи реципієнтів за Мак-Квейлом
- «Ефект зараження» через повторюваність інформації, поширення реакції на певне хвилювання, продуковане ЗМІ. Воно продукує, чутки та плітки, які породжують паніку серед реципієнтів. Неповнота та неточність інформації зумовлюють додаткові зусилля реципієнта у пошуку інформації для заповнення прогалин.[13]
- Поширення активності натовпу пов’язано із громадським безладом. Медіа визначають чинником неінституціоналізованої і насильницької поведінки, хоча ні дійсність, ні помилковість даних тверджень не є повністю обґрунтованою. Однак медіа – є інструментом для поширення інформації про місця та час громадського безладу. Поширення протестувальних настроїв через медіа повя’зують із ігноруванням влади діяти у кризових ситуаціях та звертатися до громадськості через ЗМІ.[14]
- Потенційне джерело інформації для терористів. Медіа у терористичних діях відіграють роль комунікатора як для терористів так і громадськості: терористи поінформовані про відгуки та плани дій влади, а громадськість про вимоги, діяльність терористів, оскільки під час такого стану медіа переповненні інформацією про терористичні акти.[15]

#### Сфери досліджень ефектів медіа
Домінік досліджує вплив медіа на зміну людського ставлення, знання, сприйняття, поведінки та концептуалізує явище антисоціального впливу медійного насилля. Він розглядає декілька впливів медіа:
- Роль медіа в соціалізації. Медіа є одним із агентів соціалізації та відправним ресурсом інформації, що охоплює різноманітні теми та формує обізнаність стосовно політичних, економічних, соціальних подій. Масова комунікація формує установки, сприйняття та віру у молоді. Особливо сильного впливу матиме медіа на індивідів, які мають малу соціальну мережу та для яких сприйняття події, представників телебачення стає стереотипним. Формування стереотипів відбувається через сприйняття позиціонування певних подій, діячів на телебаченні. Індивіди, які є прихильниками певних телевізійних програм здатні активніше переймати її контент за пасивних глядачів та відтворювати дії у реальному житті. З цим пов’язана гіпотеза про ймовірність відтворення насилля, жорстокості, агресії підлітками.[16]
- Теорія культивування, запропонована Дж. Гербнером. Даний тип пов'язаний із соціалізацією, а саме «фанатами» ТБ та відтворенням спостережуваної поведінки у реальному житті. Дослідження аналізу культивування виділили такі породжені явищем «фанатів» ТБ проблеми: складність визначення каузально-наслідкового зв’язку; різне сприйняття однакових фактів «фанатами» та «байдужими» до телевізійного контенту, виникнення явища мейнстрімінгу (mainstreaming) – процес уподібнення культурних та соціальний патернів усередині групи «фанатів» та явища резонансу (resonance) – процес уподібнення особистого досвіду «фаната» із телевізійним контентом.[17]
- Вплив телевізійної реклами на дітей. Діти відносяться до вразливої телевізійної аудиторії, на яку впливає реклама, використовуючи різні техніки продажів, що опосередковано заохочують батьків до придбання певного товару. Реклама соціалізує дітей, формуючи певні зразки поведінки, які у майбутньому визначатимуть їхні споживчі вподобання та активність.[18]
- Створення порядку денного. Цей тип передбачає формування списку дій, які необхідно реалізувати. Медіа впливає на цей перелік, наголошуючи на тих діях, які є дійсно важливими. Прикладом є передвиборчі кампанії, які стають головною подією, що відображається у більшості медіа.[19]
- Медіа позиціонування і когнітивні навички. Знання про медіа вплив ґрунтуються на численних експериментах та є теоретично обґрунтованими. Результатом проведених панельних досліджень кореляції жорстокості на телебаченні та у житті стали такі висновки: зв'язок між спогляданням жорстокості та агресією є частково слабким; циркулятивний характер зв’язку: споглядання жорстокості підвищує агресивність – агресія мотивує дітей дивитися жорстокі фільми.[20]

#### Вплив медіа на формування ціннісних орієнтацій
Недарма медіа називають четвертою владою – такий вагомий вплив вона має на соціум. Через медіа формуються суспільна думка, культура, світогляд і ціннісні орієнтації. Тобто, з розвитком суспільства, розвивались і медіа, які взяли на себе маніпулятивно-управлінську функцію. Таким чином, вони впливають на наші установки, моделі поведінки і сприйняття дійсності: формують та змінюють нашу дійсність через стереотипи.
Р. Гарріс у своїй праці «Психологія масових комунікацій»  говорить про те, що в усіх ЗМІ прослідковується натяк на моральні цінності людини (установки, які дають змогу зрозуміти, яка позиція «правильна», а яка – ні). Він каже, що функції ЗМІ двоякі: з одного боку це – відображення моральності самого суспільства, з іншого – медіа є каталізаторами суспільних змін завдяки тому, що можуть надавати одним поняттям більшого значення, а для інших – меншого.
Згадує автор і про дослідження, в яких досліджувались характер цінностей, які проповідують медіа і вплив ЗМІ на моральність. Гарріс зазначає, що найпліднішим підґрунтям для експериментів стали теорія культивації і підхід з точки зору отримання користі та задоволення. ЗМІ на наочних прикладах показує своїй аудиторії, що є «добре» і «правильно» і таким чином ці цінності культивуються в свідомості глядача. А от як швидко людина засвоює ці нові установки залежить від того, з якою ціллю вона споживає інформацію і що набуває в результаті.
Кріс Стівен, відомий лектор, говорить про те, що зі збільшенням кількості представників медіа, все більш актуальним стає поняття «інфоманії», що означає неважливість якості інформації, яку споживає людина, головне – її невпинний потік. Тобто людині важливо споживати інформацію і робити це у великих кількостях. Отримуючи необхідну кількість, вона почуває себе комфортно і безпечно. З часом, у людини атрофується функція аналізу інформації. І вже за таких умов у людини залишається лише два варіанта: бути залежним від людей, які їй кажуть, що робити, або від гаджетів і сервісів, які допомагають приймати рішення. Таким чином, можна припустити, що «помічником» в останньому випадку можуть стати і медіа, які щодня невпинно пропагують власні «шаблони дій».

### Парадигми дослідження моделі ефектів мас-медіа

#### Медіа центрична парадигма
Сильні та активні мас-медіа здійснюють тотальний вплив на свідомість та поведінку пасивної аудиторії, що є сукупністю слабо-пов’язаних між собою індивідів.

##### Теорія тотального впливу (Г. Лассвел)
Комунікація, потрапляючи із мозку однієї людини до мозку іншої, майже автоматично трансформує ідеї, почуття, знання та мотивації. Модель комунікативного акту складається із 5 блоків (комунікатор, повідомлення, аудиторія, канал, ефект). Кожен із них містить змінні, які опосередковують процес взаємодії. За цією теорією комунікатор завжди має певні наміри вплинути на реципієнта, а повідомлення, в такому разі, завжди є ефективним.

##### Теорія обмеженої комунікації або селективного впливу (К. Говленд, І. Дженіс)
За цією концепцією вплив мас-медіа розглядається як опосередкований деякими "проміжними змінними", до яких належать індивідуальний досвід людини, її індивідуальні особливості, рівень інтелекту, комунікативний та когнітивний стилі, а також приналежність до соціальної групи. Дослідники фокусувались на вивченні внутрішньої психологічної структури аудиторії та рівнів її переконливості. Крім цього, зверталась увага і на системи установок і диспозицій. Таким чином, науковці казали, що джерелом ефективного переконання людини є зміна її глибинної психологічної структури.

#### Людино-центрична парадигма
Аудиторія розглядається як активний та рівноправний партнер та учасник процесу комунікації, а можливості мас-медіа обумовлювати життя членів аудиторії значно невеликі.

##### Теорія підсилювальних ефектів (Дж. Клеппер)
Мас-медіа не спроможні значною мірою змінювати свідомість аудиторії, але можуть посилювати установки, що вже притаманні реципієнтам. Але це можливо лише в разі, коли погляди комунікатора та аудиторії збігаються.

##### Теорія використання та задоволення
Відомо також як теорія користі та задоволення, представлена Дж. Бламлером та іншими дослідниками.
За цією концепцією аудиторія є активною та робить свій вибір згідно мотивів та очікувань від мас-медіа. Останні ж, у свою чергу, виступають як один із способів задоволення щоденних потреб, змінюючи відповідні їм предмети у реальному житті.
В рамках людино-центричної парадигми було запропоновано типологізувати фактори, що сприяють або перешкоджають впливу мас-медіа (опосередкований ефект) або є індиферентними до процесу комунікантивного впливу (прямий ефект).

##### Фактори опосередкованого комунікативного впливу
- особливості соціально-політичного контексту, в якому здійснюється комунікація;
- властивості мас-медіа;
- індивідуальні властивості реципієнтів;
- групові норми та думки лідера групи.

#### Когнітивна парадигма

##### Теорія «Agenda-setting»(М. Маккомбс, Д. Шоу)
На думку теоретиків, медіа не просто відображають реальність, а конструюють її за допомогою думок гейт-кіперів.

##### Теорії щодо мови мас-медіа (Дж. Мейровітц)
Мова мас-медіа - технічні прийоми та спецефекти, за допомогою яких будуються повідомлення. Наприклад, приближення та віддалення в кадрі відео людини збільшує відчуття контакту.

##### Теорії фреймингу (Дж. Косікі,Дж. Маклеод)
Дослідники розглядають конструктивістську модель ефектів мас-медіа, згідно з якою аудиторія покладається на версію реальності, збудовану за допомогою особистого досвіду, взаємодій з друзями, сусідами та селективної інтерпретації інформації мас-медіа.

#### Соціал-конструктивістська парадигма
Описує мас-медіа як фактор, що змінює соціальні реалії та уявлення про них в масовій аудиторії.

##### Теорія структурного взаємозв*язку (С. Болл-Рокіч, М. ДеФлер)
Науковці наполягають на тому, що чим більш нестабільним є суспільство, тим більше його залежність від мас-медійної інформації, яка задовольняє суспільні потреби в орієнтації, визначенні, встановленні приорітетів та цінностей.

## Формування стереотипів під впливом ефектів медіа
Стереотипи є складником медійного впливу, що відображається на свідомості та поведінці. ЗМІ ініціюють формування стереотипів, відтворюючи їх у повідомленнях, стереотипно-установчний комплекс яких є потужнішим за когнітивний елемент стереотипу та здатність реципієнта активно реагувати на його формування.

Вплив ефектів медіа може бути функціональним та дисфункціональним. До функціональних можна віднести ті, що продукують національну ідентичність, є агентами соціалізації, але не шкодять іншим категоріям населення. Якщо ж продукування певних стереотипів дискримінує чи маргіналізує індивідів, то такі стереотипи мають дисфункціональний характер.
У «психодинамічній моделі» сприйняття інформації К. Ховленда ключовим чинником є не зміст повідомлення, а фактор індивідуального сприйняття, який на основі теорії стереотипів, передбачає аналіз інформації через уже існуючі у свідомості індивіда стереотипи. Тому нові повідомлення можуть підкріплювати вже існуючі стереотипи чи навпаки внаслідок когнітивного дисонансу ставити під сумнів зміст уже засвоєних індивідом дискримінацій.
Ризик формування стереотипів також відображається у двоступеневій моделі П. Лазарсфельда, де інформація надходить до реципієнтів через «лідерів думок», які можуть насичувати цю інформацію власними стереотипними інтерпретаціями та передавати референтній групі, лідерами якої вони є. "Лідерам думок" притаманні риси авторитарних лідерів. Саме з цим соціотипом Т. Адорно пов’язує існування стереотипізації. Референтні групи утворюють середовище легітимації та поширення стереотипів.
Накопичення та упорядкування стереотипів відтворює нову реальність, яка є системним медіаефектом, та підтримується носіями стереотипів. Цей ефект виникає шляхом повторюваності у медійних повідомленнях певних сюжетів, переконань, стилів поведінки, які легітимізуються у певному суспільстві. Небезпекою поширення цих стереотипів є соціалізація дітей, які пасивно сприймають інформацію, не аналізуючи можливість інших сценаріїв реальності, тому стереотипи для них стають нормою. В. Березін описує стереотип як перешкоду на шляху до розуміння, адже індивід маючи наперед визначений сценарій ставлення, сприйняття не намагається шукати істину. Тому медіа унеможливлюють дійсне пізнання, натомість відтворюють дискримінаційні практики. 
Найпоширенішими стереотипами, продукованими ЗМІ є такі:

Гендерні стереотипи. Стереотипи, пов’язані із позиціонуванням нерівності між чоловіками та жінками, неоднаковим розподілом соціальних ролей, виконанням репродуктивної та продуктивної праці. Використання андроцентризмів та уникнення фемінітивів у повідомлення також є дискримінацією жінок. Для аналізу гендерних стереотипів їх поділяють у групи:
- Група традиційних ґендерних стереотипів маскулінності-фемінності в рекламі. Образи чоловіків та жінок позиціонуються у рекламі через призму традиційної фемінності та маскулінності, це позначається на зображенні зовнішнього вигляду та споживчих якостей. Чоловіки зображаються як споживачі товарів, орієнтовані на їх практичне використання (характерна раціональність), жінки ж надають перевагу емоційним мотивам при виборі товарів. Медіа відображає очікувані сценарії поведінки та вимоги відповідати стереотипному портрету жінки та чоловіка у суспільстві.
- Група ґендерних стереотипів, яка стосується закріплення сімейних і професійних ролей відповідно до статі. Медіа репрезентують жінок та чоловіків у виконанні традиційно притаманних їм ролей. Жінка є експресивною лідеркою та відповідає за сімейні блага, чоловік – інструментальний лідер, його соціальна ніша – професійна діяльність. За Т. Бурейчак зображення чоловіків і домогосподарстві як турботливого сім’янина є маргіналізованими.
- Група ґендерних стереотипів, пов’язана з відмінностями в змісті праці. Позиціонування видів робіт у медіа є гендерно асиметричним. Жінка зображується некомпетентною є пасивною учасницею на відміну від чоловіка, який виступає експертом, зображується його професійність.

Зовнішність позиціонується також важливішою для жінок, вони мають доглядати за тілом, щоб задовольняти чоловіків (тілесний капітал, споглядання). Однак зображуване тіло відрізняється від модального тіла жінки, медіа демонструє худе тіло, високий зріст, вузькі стегна, великі груди, що є характерно для жінок з модельною зовнішністю, тому більшість жінок, які споглядають таку картинку відчувають себе дискримінованими за зовнішністю. Відтворення гендерних стереотипів у медіа впливає на цільову аудиторію, продукуючи відповідні норми та відтворюючи нерівність.
Вікові стереотипи. Дискримінація за віком отримала назву ейджизм. За Дж. Броксон американські ЗМІ нехтували споживчими характеристиками людей літнього віку задля позиціонування у рекламі молоді. Ейджизм у медіа є однією з нагальних проблем у американській журналістиці, що пов’язано із позиціонуванням американського стилю життя як енергійного,швидкого, що притаманно молоді, тому вона становить більшу цінність.
Професійні стереотипи у медіа пов’язані також із гендерною тематикою, що мають ефект розподілу жінок та чоловіків за професійними групами. Медіа відтворюють горизонтальну та вертикальну сегрегацію ринку праці у рекламах, телевізійних шоу, фільмах. Чоловіки зображаються на керівних посадах, натомість жінки є секретарками, обслуговуючим персоналом.
Етнічні стереотипи. Зображення індивідів інших національностей у менш привілегійованому становищі за інших, зокрема в обслуговуючій сфері, низькооплачуваних роботах.
Як виняток, ЗМІ формують позитивні стереотипи у громадськості, коли мова йде про узагальнення смислообразів, доповнення знання. Такі повідомлення, за Д. Маккуелом, стосуються дифузії інновацій, соціалізації, соціального контролю, впливу на результат подій.

## Тенденції в дослідженнях ефектів масової комунікації
Традиційно дослідження ефектів медіа фокусуються на впливі телебачення на дітей, зокрема впливі насильницьких та стереотипованих програм, а також на впливі, що здійснюються на окремих людей, а не на групи. В англомовній літературі розрізняють такі види впливу, як: короткостроковий вплив (media effect) на мікро-рівні, де одиницею аналізу є окремий індивід, фокус робитися на тому, як конкретне повідомлення вплинуло на зміну ставлення, мислення та поведінку індивіда; і довгостроковий макро вплив (media impact), що включає в себе також зміни на організаційному та інституційному рівні. Питання медіа-ефектів більшою мірою стосуються відносин між медіа, громадськістю та політиками, використання медіа для кампаній у сфері охорони здоров’я, освіти або пропаганди. За останні декілька десятиліть було проведено тисячі емпіричних досліджень когнітивних, емоційних, поведінкових впливів ЗМІ на дітей та дорослих. Незважаючи на значну кількість досліджень і досі точаться суперечки щодо того, чи існує медіа-вплив, як це може бути емпірично показано, що певне повідомлення у засобах масової інформації  мають вплив на реципієнтів.

### Методи дослідження ефектів масової комунікації
Існує низка підходів до дослідження медіа впливів, кожен з яких має свої недоліки та переваги. Зокрема можна виділити такі підходи до дослідження ефектів медіа, як:

#### Кейс-стаді
Використання методу кейс-стаді характерно для вивчення певних резонансних подій, як-от бійня у школі Колумбайн або вбивство Джеймса Балджера. У пошуках пояснень для жорстокої поведінки серед підлітків або причин для інших подій такого типу часто звертаються до медіа та звинувачують ЗМІ у поширенні жорстокості. Проте кейс-стаді не є достатньо ефективним методом дослідження ефектів ЗМІ, адже висновки не можна поширити на широкий загал та можуть ігноруватися інші впливи, окрім медіа.

#### Лабораторне дослідження
Для лабораторних досліджень ефектів масової комунікації характерна контрольована маніпуляція одним фактором для того, щоб визначити його вплив на інший фактор. Переваги цього методу полягають у тому, що експеримент можна відтворювати знову і знову та можна точно виміряти зміні, проте контрольовані умови проведення лабораторного дослідження ігнорують той факт, що споживання інформації, що продукують ЗМІ, у реальному житті відбувається під впливом низки чинників, які неможливо штучно відтворити. Прикладами таких досліджень є експеримент А. Бандури з лялькою Бобо. Експерименти допомагають у виявлені причинно-наслідкового зв’язку.

#### Лонгітюдні дослідження
Лонгітюдні дослідження проводяться протягом певного тривалого періоду часу. Цей метод застосовується для вивчення довгострокових ефектів масової комунікації на певний предмет. Різновидом таких досліджень є панельні дослідження, коли за допомогою опитування збираються дані з однієї групи людей у різні періоди часу. Недоліками таких досліджень є їхня висока вартість та довго тривалість.

#### Кореляційне дослідження
Цей метод дослідження спрямований на виявлення кореляції між певними даними, проте встановлення кореляції не завжди є ознакою причинно-наслідкового зв’язку.

#### Якісні методи дослідження
До якісних методів дослідження впливів медіа відносять опитування людей щодо споживання продуктів ЗМІ, що включає детальний опис особливостей споживання, глибинні інтерв’ю. Цей метод є одним з найнадійніших щодо вимірювання впливів засобів масової інформації.

#### Кількісні методи дослідження
До кількісних методів дослідження відносять опитування, результати яких можна представити в числах. Такі дані можуть бути корисними для дослідження ефектів медіа, проти вони ігнорують складність взаємозв’язку між аудиторією та засобами масової комунікації.

#### Метааналіз
Під метааналізом розуміється дослідження ряду публікацій щодо певної проблеми для формування певних загальних висновків. Цей підхід є актуальним для дослідження ефектів медіа, адже було проведено велику кількість досліджень різних впливів, що дозволяє робити певні узагальнення на основі цього.

### Сучасні підходи до вимірювання впливу засобів масової комунікації
Підходи до вимірювання впливів ЗМІ є доволі гнучкими та різноманітними в залежності від особливостей цілей дослідження. Більш того, деякі дослідження вимагають синтезу наукових підходів та поєднання різних методів для вивчення явища на різних рівнях. Сучасний етап характеризується наявністю великої кількості показників ефективності ЗМІ, що є відображенням змін у взаємодії зі ЗМІ.
Вимірювання впливу медіа має здійснюватися на різних рівнях. Так, Баррет та Ледді  погоджуються, що необхідним є вимірювання впливів на індивідуальному, організаційному та суспільному рівні, тобто до уваги береться не лише безпосередня аудиторія, що споживає контент а й ширша медіа-сфера, де циркулює контент. У даному випадку можна говорити про ефект хвилі у медіа (ripple effect), коли певні повідомлення встановлюють порядок денний серед інших медіа, таким чином індивіди, організації або громади можуть зазнавати впливу за відсутності контакту з оригінальним повідомленням. До прикладу, дослідження впливу фільму «Післязавтра» (2004) показало, що в результаті показу фільму не лише змінилися погляди та поведінка телеглядачів щодо кліматичних змін, а висвітлення у медіа питань пов’язаних зі зміною клімату зросло у 10 разів.
Іншим підходом, що пропонується використовувати для аналізу медіа, є модель коаліції (coalition model), яка є набагато ширшою ніж традиційна «індивідуалістична» модель, що фокусується лише на впливі готового медіа продукту на індивідів та суспільний дискурс. Відповідно до Вайтмена, модель коаліцій звертає увагу на такі елементи, як:
- Увесь процес виготовлення фільму, а не лише готовий продукт;
- Перехід від аналізу окремих індивідуальних громадян до більш ширшого суспільно-політичного контексту (соціальних рухів, мереж еліт);
- Розгляд впливу медіа поза межами домінуючого дискурсу.

Ще одним підходом до вимірювання впливу медіа є підхід CoMTI, який розшифровується як контент (content), медіа (medium), ціль (target), вплив (impact). Відповідно до цього підходу, документальні фільми не можна аналізувати з точки зору односторонньої комунікації між тим, хто створив медіа-контент та аудиторією, скоріше це є двосторонній процес, в якому відправник та отримувач повідомлення можуть взаємодіяти за допомогою систем зворотного зв'язку. До методів, що використовуються у цьому підході, належить аналіз соціальних мереж та природної обробки мови новинних медіа та даних соціальних мереж (Фейсбук, Твіттер).
Серед сучасних досліджень впливів ЗМІ превалює використання підходів, що використовують різні методи аналізу. До прикладу, дослідження впливу документального фільму «В очікування на "Супермена"» (2010), що фокусується на проблемах освіти в США, проведеного Інститутом Гармоні (Harmony Institute) включає в себе такі методи, як контент аналіз преси, фокус-групи з представниками аудиторії, онлайн-опитування, глибинні інтерв'ю з експертами в галузі освіти.
Сучасні дослідження впливу медіа часто фокусують свою увагу на інтернет просторі, як центральній точці для оцінки впливів, адже сьогодні більшість нових інструментів та джерел даних орієнтуються на он-лайн діяльність. Прикладом такого дослідження є аналіз впливу фільму «Bully» (2001). Проаналізувавши кількість постів, що стосуються фільму, у Фейсбуці та Твіттері,  а також кількість кліків та посилань, дослідники створили детальну мапу потоку та охоплення онлайн-дискусії щодо фільму, зокрема було встановлено важливість «елітних» джерел інформації, як зірки та традиційні ЗМІ у поширенні інформації та обговоренні. Проте надмірна увага до онлайн-сфери може призвести до ігнорування інших форм впливу або впливу на групи, які не є достатньо представленими в мережі Інтернет.
У спробі розробити кількісний інструментарій для вимірювання впливу медіа, дослідники Інституту Гармоні розробили систему для кількісної оцінки впливу розважального контенту на соціальні зміни, що має назву «HI Score». Цей показник обраховується на основі інформації взятої з Твіттеру, ЗМІ та Гугл пошуку, проте внесок кожного джерела оцінюється по різному, до прикладу, згадування у ЗМІ важать більше, бо інформація поширюється на ширшу аудиторію. Цей підхід застосовувався для аналізу впливу документальних фільмів, номінованих на Оскар протягом 3 років. Використання цього підходу дозволяє відслідковувати зміну впливу протягом тривалого часу, а також порівнювати вплив різних фільмів.

### Вплив соціальних медіа
У той час, як ріст поширеності соціальних медіа є беззаперечним, їх вплив є набагато складнішим, ніж вважається. Перш за все, для розуміння впливів соціальних медіа необхідно проаналізувати стан використання медіа у досліджуваному регіоні. Це дозволяє отримати більш детальну характеристику аудиторії медіа за такими показниками, як гендер, вік, інші демографічні показники. Встановлення характеристик груп, що викоритсовують соціальні медіа, створює можливості для пояснення як і чому вони використовують певні соціальні мережі. Складність дослідження загального впливу соціальних мереж полягає у тому, що таких мереж є досить багато і у різних регіонах окремі мережі можуть бути більш популярними. Також в межах дослідження впливів соціальних медіа важливо встановити активність користувачів, адже ті, хто більше постять, коментують або взаємодіють у соціальних мережах можуть по різному сприймати інформацію з соціальних мереж, ніж пасивні користувачі.
Щодо сили впливу соціальних медіа на аудиторію немає єдиною думки. Так, журнал «Science» опублікував працю, яка показує, що поширені переконання, що соціальні мережі сприяють поляризації думок є перебільшеним. Деякі дослідження підтверджують, що ті, хто є більш активними у соціальних мережах, є більш схильні змінювати свою точку зору під впливом соціальних мереж. Більш того, чим більше часу людина проводить у соціальних мережах, тим більше різноманітних думок вона сприймає і тим більш нестійкою є її точка зору.
У межах дослідження впливу соціальних мереж важливим є питання автентичності повідомлень та довіри до них. Так, дослідження Каліфорнійського університету підтверджує, що саморепрезентація індивідів у соціальних мережах не відповідає реальності. Так, це твердження часто переноситься на саморепрезентацію компаній, політичних лідерів, організацій у медіа. До замовчування власної точки зору в соціальних мережах також сприяє явище спіралі мовчання. Відповідно до результатів дослідження спіралі мовчання та соціальних медіа, для деяких соціальних мереж характерний нижчий показник замовчування власних поглядів через невідповідність поглядам більшості, зокрема Фейсбук вважається більш безпечною соціальною мережею, яка об'єднує соціально та ідеологічно гомогенних людей, коли для Твіттера характерні вищі показники замовчування.
Окрім того, з розвитком медіа технологій змінилася швидкість, з якою інформація, коментарі та думки можуть бути поширенні серед аудиторії. Численні кейс-стаді показують, що швидкість поширення та охоплення коментарів може мати негативний вплив на суспільний дискурс загалом та на репутацію окремого індивіда. Підтвердженням цього є явище троллінгу у соціальних мережах.

### Проблеми сучасних досліджень ефектів медіа
Провівши метааналіз досліджень та літератури щодо впливу медіа Valkenburg та Peter встановили, що розмір медіа-ефекту припадає у межу від слабкого до середнього. Незважаючи на результати багато дослідників сперечаються, що розмір медіа-ефекту не є теоретично або практично значимим. Серед причин такого маленького розміру медіа-ефекту можна виділити такі 4:

#### Проблема вимірювання впливу медіа
Одна з причин фіксації низьких показників медіа-ефектів часто є складність у валідному та надійному вимірюванні впливу засобів масової інформації. Низька надійність заважає встановленню відносин між впливом та результатом, а недостатня валідність ускладнює інтерпретацію будь-яких зв'язків. Окрім того, серед дослідників немає єдиної думки щодо операціоналізації поняття впливу медіа.
Неточними вважається дані щодо впливу медіа, які є суб'єктивними. Неточність суб'єктивної оцінки впливів може бути викликана когнітивними (неможливість в точності згадати подробиці медіа-впливу)  або мотиваційними (уникання суспільного осуду) особливостями. Окрім того, викривленню суб'єктивної оцінки медіа-впливу сприяють такі зміни сучасних ЗМК, як масова поширеність та мобільність. Це означає, що індивіди не лише зазнають впливу більшої кількості медіа-контенту, але цей вплив відбувається майже всюди, у будь-який час, а іноді від декількох джерел одночасно.

#### Увага до умов впливу медіа
Сучасні теорії медіа-впливу визнають, що сила медіа-ефекту залежить від певних умов та не є однаковою для усіх індивідів. Аудиторія по різному інтерпретує контент ЗМІ та інтерпретація може частково залежати від гендеру, класу, віку індивіда. Проте, не зважаючи на це, багато дослідників впливу медіа намагаються довести універсальність впливу медіа. Ігнорування індивідуальних характеристик може призвести до неправильних висновків щодо величини медіа-ефекту на деяких підгрупах.

#### Потреба в емпіричній перевірці теорій
Сучасні моделі впливу медіа відмовляються від бачення аудиторії, як пасивного споживача медіа продукту. Більшість сучасних теорій наголошують на тому, що вплив ЗМІ є опосередкованим і визначається тим, як інформація отримана від медіа обробляється. Незважаючи на досягнення в галузі теорій медіа-ефектів, часто можна спостерігати розрив між теоріями впливів медіа та емпіричними дослідженнями, проте цей розрив є явним для певних сфер досліджень більше ніж для інших. Емпіричні дослідження часто недостатньо добре пояснюють теорію. Причиною такого розриву може бути те, що дослідники медіа-впливу часто схильні до теоретизування механізмів медіа-впливу, ніж їх емпіричного виявлення. По-друге, деякі з широко використовуваних теорій не дають чіткого уявлення щодо ролі деяких змінних, що ускладнює їх застосування на практиці.

#### Необхідність у створенні теорій використання та впливу нових медіа
У сучасних дослідженнях масових комунікацій відбувається перехід від масових комунікацій, які є односторонніми зв'язком між аудиторією та ЗМІ та продукують медіа-контенту для широкого загалу, до розуміння того, що отримання повідомлення є самостійним вибором споживача. Реципієнти обирають медіа-контент для задоволення власних пореб, незалежно від того, чи відповідають ці потреби цілям комунікатора. Проте, масова комунікації є не лише само-селективна, а й масовий контент генерується самостійно. Отже, в той час як попередні теорії фокусуються на процесі споживання, нові теорії також включають процес генерації контенту.
Нові медіа роблять можливим таке явище, як само-генерований медіа-ефект, тобто вплив само-генерованого медіа-контенту на думки, вірування, ставлення та поведінку тих, хто створив це повідомлення. Такий ефект може бути прямим та непрямим. Прикладом прямого ефекту є коли створення повідомлення впливає на самого виробника, на приклад, пост про майбутні вибори у соціальній мережі може збільшити почуття політичної участі. У випадку непрямого ефекту вплив на мовця здійснюється опосередковано через зворотній зв'язок. На приклад, підтримка посту іншими користувачами соціальної мережі може впливати на мовця.
Майбутні дослідження у сфері впливу масової комунікації мають бути спрямовані на вивчення точних механізмів прямих та непрямих само-генерованих медіа-ефектів та порівняння механізми обох типів. Також пильного розгляду потребують як прямі та непрямі впливи виникають, на кого вони мають особливий вплив, як можна зменшити негативний вплив та заохочувати позитивний.

## Використанні джерела
1. 1 2  Різун В. В. Теорія масової комунікації: підруч. для студ. / В.В. Різун. – Київ: Просвіта, 2008. – С. 180
2. ↑  McLuhan, Marshall and Fiore Quentin (1964) «The Medium is the Message», Hardwired, San Francisco, pp. 8-9, 26-41.
3. ↑  O'Reagan (1993) «Australian Television Culture», Allen & Unwin, Australia.
4. ↑  Різун В. В. Теорія масової комунікації: підруч. для студ. / В.В. Різун. – Київ: Просвіта, 2008. – С.181-182
5. ↑  Іванов О.В. Ефекти масової комунікації / Олег Іванов // Лекція 10. - Київ, 2013
6. 1 2  Мак-Квейл. Д. Теорія масової комунікації // Деніс Мак-Квейл [перекл. з англ. О.Возьна, Г. Сташків]. — Львів : Літопис, 2010 — С. 424
7. ↑  Мак-Квейл. Д. Теорія масової комунікації // Деніс Мак-Квейл [перекл. з англ. О.Возьна, Г. Сташків]. — Львів : Літопис, 2010 — С.425
8. ↑  Мак-Квейл. Д. Теорія масової комунікації // Деніс Мак-Квейл [перекл. з англ. О.Возьна, Г. Сташків]. — Львів : Літопис, 2010 — С. 425–426
9. 1 2  Іванов О. В. Ефекти масової комунікації / Олег Іванов // Лекція 10. — Київ, 2013
10. ↑  Мак-Квейл. Д. Теорія масової комунікації // Деніс Мак-Квейл [перекл. з англ. О.Возьна, Г. Сташків]. — Львів : Літопис, 2010 — С. 426–427
11. ↑  Мак-Квейл. Д. Теорія масової комунікації // Деніс Мак-Квейл [перекл. з англ. О.Возьна, Г. Сташків]. — Львів : Літопис, 2010 — С.427
12. 1 2  Харрис Р. Психология массовых коммуникаций / Ричард Харрис. — Санкт-Петербург: Прайм-Еврознак, 2002. — Глава 9
13. ↑  Мак-Квейл. Д. Теорія масової комунікації // Деніс Мак-Квейл [перекл. з англ. О.Возьна, Г. Сташків]. — Львів : Літопис, 2010 — С. 432
14. ↑  Мак-Квейл. Д. Теорія масової комунікації // Деніс Мак-Квейл [перекл. з англ. О.Возьна, Г. Сташків]. — Львів : Літопис, 2010 — С. 433
15. ↑  Мак-Квейл. Д. Теорія масової комунікації // Деніс Мак-Квейл [перекл. з англ. О.Возьна, Г. Сташків]. — Львів : Літопис, 2010 — С.433
16. ↑  Dominick, J. R. The dynamics of mass communication: Media in the digital age / Joseph R. Dominick – McGraw-Hill Higher Education, 2011. — Р. 466-467
17. ↑  Dominick, J. R. The dynamics of mass communication: Media in the digital age / Joseph R. Dominick – McGraw-Hill Higher Education, 2011. — Р. 470-471
18. ↑  Dominick, J. R. The dynamics of mass communication: Media in the digital age / Joseph R. Dominick – McGraw-Hill Higher Education, 2011. — Р. 473-475
19. ↑  Dominick, J. R. The dynamics of mass communication: Media in the digital age / Joseph R. Dominick – McGraw-Hill Higher Education, 2011. — Р. 475-476
20. 1 2 3 4  Dominick, J. R. The dynamics of mass communication: Media in the digital age / Joseph R. Dominick – McGraw-Hill Higher Education, 2011. — Р. 442-466
21. ↑  Черныш К. Р. ВЛИЯНИЕ СМИ НА СТРУКТУРУ ЦЕННОСТЕЙ СОВРЕМЕННОЙ МОЛОДЕЖИ [Електронний ресурс] / К. Р. Черныш, О. А. Петровская – Режим доступу до ресурсу: http://www.scienceforum.ru/2015/pdf/10251.pdf%5Bнедоступне+посилання+з+липня+2019%5D
22. ↑  Харрис Р. Психология массовых коммуникаций / Ричард Харрис. – Москва: ОЛМА-ПРЕСС, 2002.
23. ↑  Стивен К. «Инфомания – самая страшная болезнь XXI века. Страшнее, чем СПИД» [Електронний ресурс] / Крис Стивен. – 2016. – Режим доступу до ресурсу: https://republic.ru/calendar/event/784324/ [Архівовано 20 грудня 2016 у Wayback Machine.].
24. ↑  Бутиріна М.В. Ефективність мас-медіа в контексті теорії стереотипів / М.В. Бутиріна // Филология. Социальная коммуникация. — 2008. — Т. 21 №1. — С.262
25. ↑  Бутиріна М.В. Ефективність мас-медіа в контексті теорії стереотипів / М.В. Бутиріна // Филология. Социальная коммуникация. — 2008. — Т. 21 №1. — С.263
26. ↑  Бутиріна М.В. Ефективність мас-медіа в контексті теорії стереотипів / М.В. Бутиріна // Филология. Социальная коммуникация. — 2008. — Т. 21 №1. — С.264
27. ↑  Бутиріна М.В. Ефективність мас-медіа в контексті теорії стереотипів / М.В. Бутиріна // Филология. Социальная коммуникация. — 2008. — Т. 21 №1. — С.265
28. ↑  Бутиріна М.В. Ефективність мас-медіа в контексті теорії стереотипів / М.В. Бутиріна // Филология. Социальная коммуникация. — 2008. — Т. 21 №1. — С.265-266
29. ↑  Іванов О.В. "Друга реальність" продукована мас-медіа / Олег Іванов // Лекція 9. - Київ, 2013
30. ↑  Марценюк Т.Гендерні стереотипи зовнішньої реклами (на прикладі Подолу міста Києва) / Т. Марценюк, О. Рождественська. — Київ,2009. — С. 83
31. ↑  Dahmen N. Media Takes: On Aging / Nicole S. Dahmen, Raluca Cozma. — California: International Longevity Center, 2009. — Р. 13-14
32. 1 2  Napoli, Philip M. (2014). Measuring media impact: an overview of the field. Rutgers: School of Communication & Information. с. 35.
33. 1 2  Barrett, D., & Leddy, S. Assessing creative media’s social impact. // The Fledgeling Fund. - 2008.
34. ↑  Leiserowitz, A.A. Before and after The Day After Tomorrow: A U.S. study of climate change risk perception. // Environment. -- vol.46. -- 2004. -- с. 22-37.
35. 1 2  Whiteman, D. Out of the theaters and into the streets: A coalition model of the political impact of documentary film and

video. // Political Communication. -- vol.21. -- 2004. -- c. 51-69.
36. ↑  Diesner, J., Pak, S., Kim, J., Soltani, K., & Aleyasen, A. Computational assessment of the impact of social justice documentaries. // Paper presented at the iConf 2014.-- Berlin.-- 2014.
37. ↑  Waiting for “Superman” | Harmony Institute. harmony-institute.org. Архів оригіналу за 21 грудня 2016. Процитовано 19 грудня 2016.
38. ↑  Bully | Harmony Institute. harmony-institute.org. Архів оригіналу за 21 грудня 2016. Процитовано 19 грудня 2016.
39. ↑  HI Score:  Towards a new metric of influence | Harmony Institute. harmony-institute.org. Архів оригіналу за 21 грудня 2016. Процитовано 19 грудня 2016.
40. 1 2 3 4  REPORT: Social media and public opinion - Quinn Thomas. Quinn Thomas (амер.). 2 листопада 2015. Архів оригіналу за 17 січня 2017. Процитовано 19 грудня 2016.
41. ↑  Bakshy, Eytan; Messing, Solomon; Adamic, Lada (2015). Exposure to ideologically diverse news and opinion on Facebook. Science. doi:10.1126/science.aaa1160. ISSN 0036-8075. PMID 25953820. Архів оригіналу за 22 грудня 2016. Процитовано 19 грудня 2016.
42. ↑  Uski, S.; Lampinen, A. (2014). Social norms and self-presentation on social network sites: Profile work in action. New Media & Society. Т. 18, № 3. с. 447—464. doi:10.1177/1461444814543164. Процитовано 19 грудня 2016.
43. ↑  Hampton, K.N., Rainie, L., Lu, W., Dwyer, M., Shin, I., & Purcell, K. “Social Media and the ‘Spiral of Silence.’ // Pew Research Center. -- Washington, DC. -- 2014.
44. 1 2 3  Valkenburg P., Peter J.Five Challenges for the Future of Media-Effects Research // International Journal of Communication. -- vol.7 -- 2013. -- p. 197–215
45. ↑  Kim, Sujeong (2004). Rereading David Morley’s The ‘Nationwide’ Audience. Cultural Studies. Т. 18, № 1. с. 84—108. doi:10.1080/0950238042000181629. ISSN 0950-2386. Процитовано 19 грудня 2016.
46. ↑  Potter, W. James (2011). Conceptualizing Mass Media Effect. Journal of Communication. Т. 61, № 5. с. 896—915. doi:10.1111/j.1460-2466.2011.01586.x. ISSN 1460-2466. Архів оригіналу за 20 грудня 2016. Процитовано 19 грудня 2016.